# 伊利博倫火山
伊利博倫火山是印度尼西亞的火山，位於阿多納拉島的東南端，由東努沙登加拉省負責管轄，海拔高度1,659米，山頂有數個火山口，第一次有記錄的火山爆發發生在1885年。